# オオキトンボ
オオキトンボ（学名：Sympetrum uniforme）は、トンボ科に分類されるトンボの一種。

## 分布
中国、朝鮮半島、ロシア、日本の本州（青森・上北地域）から九州に分布する。

## 形態
全長は、44-52mm。体色は全体が橙黄色で目立つ斑紋はない。翅も全体が薄い橙色になる。未成熟のショウジョウトンボに似るが、本種には前胸に長い毛があり、腹部が扁平ではないことで区別できる。キトンボにも似るが、翅の色の着き方やメスの産卵弁の形状で区別できる。

## 生態
平地や丘陵地にある、透明度の高い遠浅で抽水植物が繁茂した池や沼に生息する。池沼の岸辺が露出した環境を好む。オスは、水辺の植物や地面で静止して縄張りを占有するが、特に朝には頻繁にホバリングも交えながら飛び回り巡回をする。オスがメスを見つけると、空中で交尾態になり、そのまま水辺を離れて周辺の草地まで行き静止する。その後、連結したまま水辺へ戻り、連続して打水または打泥産卵をする。または、メスが単独で産卵を行い、オスが警護飛翔することもある。1年1世代で、卵の期間が半年程度、幼虫の期間が3-5ヶ月程度である。卵で越冬する。
キトンボとごく近縁であり、種間雑種も知られている。

## 保全状況評価
絶滅危惧IB類 (EN)（環境省レッドリスト）
2000年の環境省レッドリストでは絶滅危惧II類に指定されていたが、2007年には絶滅危惧I類に、そして2012年の環境省レッドリストでは絶滅危惧IB類に指定されている。